# Franz Eckerle
Franz Eckerle (* 24. April 1912 in Baden-Baden; † 14. Februar 1942 unbekannt) war ein deutscher Offizier in der Luftwaffe der Wehrmacht und Kunstflieger.

## Leben
Franz Eckerle trat 1936 in die Luftwaffe ein und wurde in der Jagdfliegerschule Schleißheim ausgebildet. Am 1. April 1937, inzwischen diente er in der I. Gruppe des Jagdgeschwaders 135 in Bad Aibling, wurde er zum Leutnant befördert.
Im Jahre 1938 erreichte er bei den 10. Deutschen Kunstflugmeisterschaften in Nürnberg mit einer Klemm Kl 35 den vierten Platz und erhielt im gleichen Jahr bei einem Geschicklichkeitsflug, ebenfalls in Nürnberg, den ersten Preis. Im Jahr darauf konnte er in Frankfurt am Main mit einer Bücker Bü 133C „Jungmeister“ die Vizemeisterschaft, wobei Albert Falderbaum Meister wurde, erringen.
Bis 31. August 1939 war er in der I. Gruppe des Jagdgeschwaders 54. Von hier wechselte er zum 1. September 1939 als Staffelkapitän im Rang eines Oberleutnants zur 3. Staffel des Jagdgeschwaders 134, die ab dem 1. Mai in 3. Staffel des neu aufgestellten Jagdgeschwaders 76 überführt wurde. Die Staffel lag zu dieser Zeit in Wien-Aspern und flog mit der Messerschmitt Bf 109E. Mit dieser nahm er ab dem 10. Mai 1940 am Westfeldzug teil. Anschließend, ab dem 6. Juli 1940, wechselte er als Staffelkapitän zur 6. Staffel des Jagdgeschwaders 54 und nahm an der Luftschlacht um England teil. Hier wurde er 1941 zum Hauptmann befördert.
Nach seinem 30. Luftsieg erhielt er am 18. September 1941 das Ritterkreuz des Eisernen Kreuzes.
Ab dem 22. Juni 1941 war seine Staffel beim Überfall auf die Sowjetunion im Nordabschnitt eingesetzt. Am 5. Januar 1942 übernahm er als Gruppenkommandeur die I. Gruppe des Jagdgeschwaders 54. Diese lag in Krasnowardeisk im Norden der Ostfront.
Am 14. Februar 1942 wurde er, wie einer seiner Rottenflieger in einer Meldung am 25. Februar 1942 berichtet, mit seiner Messerschmitt Bf 109F (Erkennungszeichen gelbe 1), nachdem er ein feindliches Flugzeug abgeschossen hatte, durch Bodenartillerie Nahe Schlüsselburg beschossen. Er meldete noch, dass er unverletzt sei, das Flugzeug ging aber beim Versuch einer Notlandung in Flammen auf. Eckerle konnte die Maschine noch soweit stabilisieren, dass er den Fallschirm auslösen konnte. Kurze Zeit später explodierte die Maschine in der Luft. Nach der Meldung des Rottenfliegers konnte Eckerle noch den Boden erreichen, wurde hier aber von, vermutlich sowjetischen, Soldaten empfangen. Da das Flugzeug auf der sowjetischen Seite der Front aufschlug, blieb sein Schicksal ungeklärt. Quellen berichten, dass er von sowjetischen Soldaten erschossen worden sein soll. Hans Philipp übernahm als Gruppenkommandeur sein Kommando.
Er wurde offiziell als vermisst gemeldet und erhielt posthum am 12. März 1942 das Eichenlaub zum Ritterkreuz des Eisernen Kreuzes. Er gehört damit zu einem der sieben Eichenlaubträgern des Jagdgeschwaders 54.
Eckerle wurden 59 Luftsiege zugesprochen.